# Jussi Tenkku
Juho (Jussi) Alfred Tenkku, född 28 februari 1917 i Nivala, död 6 juli 2005 i Helsingfors, var en finländsk filosof.
Tenkku studerade i USA under 1940-talet och blev filosofie doktor 1956. Han var 1953–1961 lärare vid Lutherinstitutet i Träskända, 1963–1965 tillförordnad professor i filosofisk och teoretisk pedagogik vid Jyväskylä universitet och 1965–1968 ordinarie professor. Han var 1969–1972 professor i praktisk filosofi vid Åbo universitet och 1973–1980 vid Helsingfors universitet.
Tenkku hade betydelse framförallt som lärare. Hans vetenskapliga produktion gällde främst etikens historia, bland annat med arbeten om Platons och Kants etik samt naturrättsteorins grunder under nya tiden. Hans analys av Platons värdering av lusten har ansetts särskilt betydelsefull. Som Tenkkus huvudarbete betraktas verket Vanhan- ja keskiajan moraalifilosofian historia (1981). 